# Manuscrit Pepys
Pour les articles homonymes, voir Pepys (homonymie).

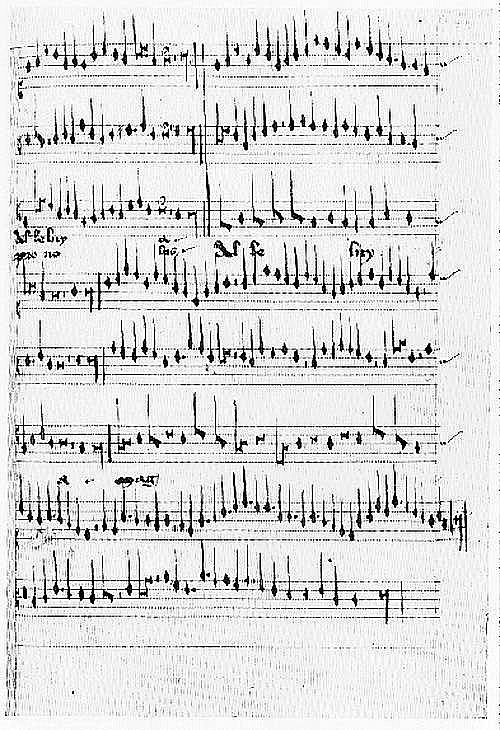
Page du manuscrit Pepys montrant sa notable absence d'ornementation.

Le manuscrit Pepys est un livre de chœur anglais de la fin du XVe siècle. Comme le manuscrit Ritson, il est beaucoup moins élaboré que les livres de chœur d'Eton, Lambeth et Caius. Il contient des morceaux plus courts et plus simples qui semblent avoir été écrits pour des chœurs plus petits et de moindre capacité. Le livre est ainsi appelé parce qu'il a appartenu à la collection de Samuel Pepys. Celui-ci écrit du manuscrit qu'il contient de la « musique monacale du temps d'Édouard IV » mais il apparaît à l'analyse d'éléments internes avoir été commencé un ou deux ans plus tôt. Il a probablement été achevé après 1465 car il contient de la musique attribuée à Sir William Hawte — également désigné comme « chevalier » — anobli cette année-là.

## Source de la traduction
- (en) Cet article est partiellement ou en totalité issu de l’article de Wikipédia en anglais intitulé « Pepys Manuscript » (voir la liste des auteurs).